# Ignaz Epper
Ignaz Epper (Sankt Gallen, 6 de julio de 1892 - Ascona, 12 de enero de 1969) fue un pintor y escultor suizo, adscrito al expresionismo. 
Entre 1908 y 1912 se formó como diseñador de bordados. Desde 1913 dejó su trabajo y se convirtió en un artista independiente en Weimar y Múnich. A mediados de 1913 creó sus primeras tallas en madera (Figura sospesa y Sebastiano I) y sus primeras litografías (Coppia Umana y Suonatore di Organetto). Durante y después de haber sido movilizado para realizar el servicio militar, produjo 59 xilografías y muchos diseños inspirados por la guerra. En los años 1916-1917 conoció en Zürich a Hans Coray, que expuso las xilografías y otras obras de Epper en su galería en Mühlegasse. En 1919 se casó con la holandesa Mischa Quarles van Ufford. Después de numerosos viajes, en 1922 se asentó en Ascona.
A finales de los años 1920 los trágicos acontecimientos que tienen lugar en su círculo de amigos repercutieron en su obra (Il suicida, Il Criminale, L'impiccato, Il Cavaliere Apocalittico). En los años 1930 realizó diversas estancias en Suiza y en el extranjero, en particular en Alemania (Berlín y Dresde), en Francia (Collioure, París y Bretaña), Holanda e Italia meridional. En el invierno de 1932 se trasladó definitivamente a Ascona con su esposa, y hasta 1938 vivió en la casa Pasini, actualmente Museo y Fundación Ignaz y Mischa Epper. Aun así todavía realizó muchos viajes al extranjero (Francia, Italia, Holanda, Balcanes, Grecia y Libia). Se suicidó en 1969 en Ascona. 